# Реакція Бартона
Реакція Бартона (англ. Barton reaction) — фотоліз нітритів з утворенням δ-нітрозоспиртів. Механізм включає гомолітичний розрив зв'язку RO–NO, супроводжуваний відщепленням δ-гідрогену та радикальною копуляцією.